# Assoziationszentrum
Als Assoziationszentren (von lateinisch associare ‚vereinigen, verbinden, verknüpfen, vernetzen‘) bezeichnet man bei Mensch und Tier die Regionen des zentralen Nervensystems (bei Mensch und höheren Wirbeltieren das Gehirn), die dafür verantwortlich sind, dass unterschiedliche Informationen, wie etwa die Signale primär sensorischer Zentren, d. h. Informationen aus der Außenwahrnehmung, mit bestimmten anderen Sinneszentren oder auch mit Vorstellungen, Reflexen, Bewegungsabläufen, Verhaltensmustern und Emotionen nach Art hierarchisch strukturierter Zentren verbunden werden.
Als solche weitere Assoziationszentren können u. a. auch bestimmte Rindenfelder und Assoziationskerne im Thalamus dienen. Assoziationsfasern und Assoziationsbahnen verbinden die entsprechenden niedrigeren und höheren Felder innerhalb einer Hemisphäre. Verbindungen zur anderen (kontralateralen) Hemisphäre werden als Kommissurenbahnen bezeichnet. Die entsprechenden Assoziationsfelder sind somit selbst keine primären Zentren, weder sensorischer noch motorischer Art, sondern sie verarbeiten die entsprechenden Signale und dienen damit der Ausbildung höherer seelischer und geistiger Funktionen, wie etwa dem Symbolverständnis. Die Psychologie geht davon aus, dass die Art der Verknüpfung abhängig von gespeicherten Gedächtnisinhalten ist (Assoziationskortex).
Für die Verknüpfung des Wahrgenommenen sind abhängig von Sinnesorgan und Spezies unterschiedliche Bereiche des Nervensystems zuständig.
Bei Spinnen war in der Vergangenheit ein für den Netzbau verantwortliches Assoziationszentrum postuliert worden.